# SMS Brummer
Pour les autres navires du même nom, voir Brummer (navire).
Le SMS Brummer est un croiseur-mouilleur de mines, navire de tête de sa classe construit pour la Kaiserliche Marine pendant la Première Guerre mondiale.
Conçu en 1914, sa quille est posée le 24 avril 1915 au chantier naval AG Vulcan de Stettin. Il est lancé le 11 décembre 1915 et mis en service dans la Hochseeflotte le 2 avril 1916.

## Historique
Le Brummer fit partie du IIe puis du IVe groupe de reconnaissance de la Hochseeflotte. En janvier 1917, il participa avec le Bremse à la mise en place d'un champ de mines entre Norderney et Heligoland. En octobre, il fut détaché avec son sister-ship dans l'attaque des convois et du 16 au 18, décima un convoi en coulant 8 cargos et un destroyer, un autre étant mis hors de combat. En novembre, il effectua un autre raid depuis Heligoland avec succès. En juin 1918, on le vit effectuer deux autres missions de mouillage de mines, mais il resta inactif jusqu'en novembre. Comme son sister-ship il fut contraint de rejoindre la base britannique de Scapa Flow après la capitulation et s'y saborda le 21 juin 1919. Il coula à 13 h 05 ; le navire gît toujours par 36 mètres de fond et n'a pas été renfloué, contrairement à d'autres navires allemands.